# Oscar Swahn
Oscar Gomer Swahn (* 20. Oktober 1847 auf dem Hof Skärbo am Sannäsfjord bei Tanum; † 1. Mai 1927 in Stockholm) war ein schwedischer Sportschütze. Der mehrfache Gewinner von olympischen Medaillen ist bis heute der älteste Olympiasieger mit damals 64 Jahren.
Bei den Olympischen Spielen 1908 in London gewann er drei Medaillen, je eine Goldmedaille im Einzel- und Teamwettkampf in der Disziplin Laufender Hirsch (Einzelschuss) sowie eine Einzel-Bronzemedaille in der Disziplin Laufender Hirsch (Doppelschuss).
Vier Jahre später in Stockholm gewann Oscar Swahn erneut die Team-Goldmedaille in der Disziplin Laufender Hirsch (Einzelschuss). Damals war er 64 Jahre und 257 Tage alt, womit er bis heute der älteste Olympiasieger ist. Im Doppelschuss-Einzelwettbewerb gewann er eine Bronzemedaille. Im Einzelschuss-Einzelwettbewerb, der von seinem Sohn Alfred Swahn gewonnen wurde, erreichte er den 5. Platz.
Bei den Olympischen Spielen 1920 in Antwerpen war Oscar Swahn der älteste aller Teilnehmer. Im Teamwettbewerb der Disziplin Laufender Hirsch (Doppelschuss) gewann er die Silbermedaille. Erneut stellte er einen Rekord auf, denn zu diesem Zeitpunkt war er bereits 72 Jahre und 279 Tage alt; Oscar Swahn ist somit auch der bisher älteste Olympiamedaillengewinner in einem Sportwettbewerb, es gab bis 1948 auch Kunstwettbewerbe. Beim selben Anlass erreichte er im Einzelschuss-Teamwettkampf den vierten Platz. Bei den Olympischen Spielen 1924 in Paris musste er krankheitshalber auf eine Teilnahme verzichten.
Bei allen Teamwettkämpfen, bei denen Oscar Swahn eine Medaille gewann, war auch sein Sohn Alfred Swahn (* 1879, † 1931) in der Mannschaft. Dieser war noch erfolgreicher als sein Vater und gewann insgesamt neun Medaillen (3 Gold, 3 Silber, 3 Bronze).